# Nemeritis silvicola
Nemeritis silvicola är en stekelart som beskrevs av Horstmann 1973. Nemeritis silvicola ingår i släktet Nemeritis och familjen brokparasitsteklar. Arten är reproducerande i Sverige. Inga underarter finns listade i Catalogue of Life.